# 張庭
張庭（1970年6月20日—），本名張淑琴，彰化縣人，台灣女演員，畢業於育達商職幼保科，以中視《花系列》作品聞名於台灣。

## 生平
張庭原是台湾一名非戲劇科班的高職生，17岁时就讀育達商職被星探看中，接拍一個洗髮精广告，从此踏入演藝圈，并迅速成为台湾的化妆品广告女王。
她是出演花系列作品第二多的女演員，歷年來共演出6部。（火鶴、胭脂花紅、罌粟花、太陽花、奪情花、君子蘭花。第一名是王淑娟，共出演9部），張庭曾在節目上表示當年因演活《罌粟花》中搶奪父親好友的少女小鵑而丟失很多代言。
在台灣多演出文靜可憐的小家碧玉，然後到了中國大陆之後以接喜劇居多。活泼搞笑的风格让张庭有了“女周星驰”的名号，凭借《歡喜遊龍》、《偷龍轉鳳》、《壮志雄心》、《鐵齒銅牙紀曉嵐III》等剧打开中國大陸市场。后演出《武媚娘傳奇》中韋妃一角（原要找蕭薔，蕭薔推辭之後找張庭救火），意外再度拉起演藝聲勢。
身為中華民國公民的她，在2019年中華人民共和國國慶節時，手持中華人民共和國國旗與丈夫一同祝「祖國生日快樂」、「我愛你中國」，並與後方小朋友一同合唱《我愛祖國》。

## 從商爭議

### 電商营销宣传
张庭与其丈夫林瑞阳在中国大陆从事電商化妆品行业，于2013年创立品牌TIN'SECRET （简称TST），声称护肤品中拥有神秘法国酵母。该公司号称于2018年纳税21亿，尽管该数据有可能为营销宣传。
张庭夫妇的電商企业被认为有传销嫌疑，遭到中国大陆媒体广泛质疑， 其商业团队模式，即通过层层传销人员组织贩卖，也遭到媒体曝光。与此同时，张庭夫妇还因为拍摄员工下跪向其领粥请安而上到新浪微博热搜被网友广泛批评。

### 化妆品不具备生产许可资质
其销售的化妆品产品多款产品部分未在国家食药监局进行备案。事实上，TST所属的上海达尔威贸易有限公司并不具备化妆品生产许可资质，根据国产非特殊用途/特殊用途化妆品备案查询信息显示，TST旗下产品均由琦雅日化(上海)有限公司、卡莱丽化妆品有限公司、上海仪玳化妆品有限公司等多家公司受托生产，这意味着“TST庭秘密”产品实为代工厂生产。2016年，有消费者曝料称“TST庭秘密”化妆品导致多人“烂脸”——消费者在使用产品之后，脸上起了硬疙瘩，用了三四个月之后开始大面积爆痘，这一事件得到了多家媒体的集中关注。而当时“TST庭秘密”的代理回应称“是排毒反应”，随着事件不断发酵，张庭发布长文解释称“因用户肤质不同导致对化妆品反应不同”，并强调“TST庭秘密”产品均可放心使用。时过四年之后，“TST庭秘密”产品仍未摆脱“烂脸疑云”，在庭秘密官方旗舰店的“评价”中，类似“用了会烂脸，全是痘痘”的评价仍频频出现。

### 涉嫌传销
2021年12月23日，民间反传销协会「李旭反传销」 向石家庄市裕华区市场监督管理局申请《关于请求石家庄市裕华区市场监督管理局查证TST是否涉嫌传销，是否立案调查查证函》。12月24日，李旭反传防骗团队接到石家庄市裕华区市场监督管理局查证函的回复。此次被冻结的资金高达6亿元（分两次冻结，主体公司3亿元和某代理、团队长冻结3亿元）。TST庭秘密和张庭夫妇分别发微博回应，强调公司是合法经营。国务院台湾事务办公室发言人马晓光也回应了此事件，强调这是一起商业事件，与两岸关系无关，并表示台胞在中国大陆经商、创业，必须依法依规行事。此前在2021年9月，張庭名下的多家公司被核准注销。又据中国《电商报》2021年12月30日报道，张庭夫妇六亿资产涉嫌传销被冻结。2022年4月，张庭和林瑞阳的“TST庭秘密”的运营主体已被市场监管部门认定构成组织策划传销违法行为，被没收违法所得1927.99万元人民币，罚款170万元。公司名下的96套房产也已被查封，其价值约为17亿元人民币，系TST庭秘密在上海的办公大楼。5月中旬，张庭夫妇以上海达尔威公司名义委请律师何兵，控告石家庄裕华区市监局与裕华区法院重复立案的“趋利执法乱象”，并向该法院提起复议，要追讨被冻结的20多亿人民币资产与声誉。
2022年11月4日，石家庄裕华区市场监管局召开张庭涉嫌网络传销一案听证会，涉案主体包括张庭夫妇、陶虹等。
2023年10月26日，据《法治日报·法治周末》报道，张庭公司涉传销案已被法院撤销，其名下包括96套房产和多笔银行存款等财产也全部解封。

### 微博及抖音账号均被禁
2022年1月2日，林瑞陽、張庭夫婦兩人的新浪微博账号及後者的抖音账号均被發現處於禁言狀態，當中微博的禁言原因是「違反相關法律法規」。
張庭旗下公司在大陸因涉嫌傳銷被查後，超過3358萬粉絲的抖音账号，遭暫時禁止發布作品，違規處罰說明顯示，張庭因違反《抖音社區自律公約》的相關規定被禁止發布作品，違規原因為「不符合社區規範」，將於2022年1月16日解封。同時，張庭抖音账号關閉了私信功能。而張庭個人認證、擁有粉絲數近440萬的微博账号顯示，禁言原因均為「違反相關法律法規」。
2023年11月9日，林瑞阳、张庭夫妇在抖音恢复直播，声称“照顾好朋友、客户”，号召代理通过人传人从而传播好的口碑。但在直播过程中被封禁两次，其后停止直播。

## 家庭
1998年與台灣演员林瑞阳戀愛時，被媒體名嘴、記者大肆攻訐她介入了林瑞陽原有的家庭，林瑞陽的經紀人夏玉順指稱張庭猶如“蜘蛛精勾引唐三藏兼小三”，的罪名此舉導致張庭在台灣的演藝事業受到重創，因此事曾表示「這輩子不可能和林瑞陽結婚」，然而事實擺在眼前。
2002年元旦和林瑞陽訂婚，2006年公證結婚，2009生下一女，2012生下一子，重新定義「這輩子絕對不可能」，並且移居上海。

## 演出作品

### 电视剧(台灣)
| 年份   | 頻道 | 劇名                               | 角色                     |
| ------ | ---- | ---------------------------------- | ------------------------ |
| 1990年 | 華視 | 《養子不教誰之過》                 | 胡玉芬                   |
| 1991年 | 台視 | 《江湖再见》                       | 常可喜                   |
| 1991年 | 中視 | 《戏说乾隆-掃黑記》                | 小鱼儿                   |
| 1992年 | 中視 | 《军官与淑女》                     | 黃雅琳                   |
| 1992年 | 華視 | 《劉伯溫傳奇-神弓傳情》            | 董秋儀（第20集）         |
| 1993年 | 華視 | 《包青天-天倫劫》                  | 季明月                   |
| 1994年 | 中視 | 《梦醒时分》                       | 夏蓮                     |
| 1994年 | 中視 | 《火鶴》                           | 柳無雙                   |
| 1994年 | 中視 | 《黄飛鴻與十三姨》                 | 楚雲                     |
| 1995年 | 華視 | 《苍天有眼》                       | 小倩                     |
| 1995年 | 中視 | 《媽祖拜观音》、《媽祖過台灣》     | 林默娘、林秋月           |
| 1995年 | 台視 | 《聊斋-牡丹燈籠》                  | 月兒                     |
| 1995年 | 台視 | 《聊斋-狐媚》                      | 小翠                     |
| 1995年 | 台視 | 《聊斋-魯公女》                    | 魯小姐、盧小姐           |
| 1995年 | 台視 | 《聊斋-珊瑚變》                    | 珊瑚女                   |
| 1995年 | 台視 | 《聊斋-花妖、火妖》                | 呂絲絲                   |
| 1995年 | 台視 | 《乘龍快婿》                       |                          |
| 1996年 | 中視 | 《别说爱我》                       |                          |
| 1996年 | 台視 | 《台北灰姑娘》                     | 杜小雙                   |
| 1996年 | 華視 | 《情人》                           | 羅欣亞                   |
| 1996年 | 台視 | 《大家有缘》                       | 月娘                     |
| 1996年 | 中視 | 《胭脂花红》                       | 林彩娟                   |
| 1997年 | 華視 | 《生生世世情》                     |                          |
| 1997年 | 中视 | 《罌粟花》                         | 杜鵑(小鵑)               |
| 1997年 | 中视 | 《金色夜叉》                       | 林麗子                   |
| 1997年 | 中视 | 《山水有相逢》                     |                          |
| 1998年 | 中视 | 《太陽花》                         | 汪子亮(亮亮)             |
| 1999年 | 華視 | 《夺情花》                         | 汪嘉儀                   |
| 1999年 | 中视 | 《君子兰花》                       | 常欣欣                   |
| 2000年 | 中视 | 《偷龍轉鳳》（又名《絕色雙嬌》）   | 芊芊                     |
| 2001年 | 中视 | 《少林七崁》（又名《阿善師傳奇》） |                          |
| 2003年 | 中视 | 《偷龍轉鳳2：皇進宮》              | 芊芊                     |
| 2004年 | 華視 | 《情人看招》                       | 陳敏欣                   |
| 2008年 | 中視 | 《老師錯了》                       | 林雙雙、林對對(分飾兩角) |

### 電視劇(香港)
| 年份   | 頻道   | 劇名         | 角色 | 备注   |
| ------ | ------ | ------------ | ---- | ------ |
| 2002年 | 本港台 | 《壯志雄心》 | 苏兰 | 女一号 |
| 2005年 | 本港台 | 《大冒險家》 | 葉媚 |        |

### 電視劇(中國大陸)
| 年份   | 頻道             | 劇名                  | 角色                    | 备注                              |
| ------ | ---------------- | --------------------- | ----------------------- | --------------------------------- |
| 1998年 | 江苏卫视         | 《歡喜遊龍》          | 多罗格格                | 女二号                            |
| 2001年 | 廣東衛視         | 《穿越时空的爱恋》    | 小玩子（仙仙）          | 女一号                            |
| 2002年 | 湖南衛視         | 《火帅》              | 杨排风                  | 女一号                            |
| 2003年 |                  | 《聊齋之花姑子》      | 花姑子                  | 女一号                            |
| 2003年 | 武漢電視台       | 《聚寶盆》            | 陆春香                  | 女一号                            |
| 2003年 | 南京教科頻道     | 《絕對計畫》          | 凌靈/羅琳               | 女一号                            |
| 2005年 |                  | 《滿漢全席》          | 陆美美                  | 女一号                            |
| 2005年 |                  | 《宋莲生坐堂》        | 应无双（女一号）        | 铁三角系列电视剧                  |
| 2005年 |                  | 《夜光神杯》          | 杯仙 （张瑶）           | 女一号                            |
| 2006年 | 浙江衛視         | 《鐵齒銅牙紀曉嵐III》 | 陸琳琅                  | 女一号                            |
| 2006年 | 亞洲電視         | 《盲俠金魚飛天豬》    | 金魚/真琴公主（女一号） | 又名《斷腸劍》                    |
| 2008年 | 央視八套         | 《夫妻时差》          | 林楠                    | 女一号                            |
| 2011年 | 廣州綜合頻道     | 《唐宮美人天下》      | 武媚娘                  | 第一女主角                        |
| 2013年 | 遼寧影視娱樂頻道 | 《說好不流淚》        | 袁珍                    | 女一号                            |
| 2014年 |                  | 《男媒婆》            | 白小青                  | 女一号                            |
| 2014年 | 湖南衛視         | 《武媚娘傳奇》        | 韋貴妃                  | 第三女主角，友情演出 台灣中視播出 |

### 电影
| 年份 | 片名               | 角色   |
| ---- | ------------------ | ------ |
| 1995 | 《花月佳期》       | 張小盈 |
| 1993 | 《想飞-傲空神鷹》  |        |
|      | 《FreeDian》       |        |
|      | 《养子不教父之过》 |        |
| 1990 | 《到阴间出差》     |        |
| 2014 | 《毛驴县令》       |        |

### 綜藝節目
- 2014年《星廚駕到第一季》
- 2015年《爲她而戰》
- 2015年《愛上幼兒園》
- 2015年《天天向上》
- 2015年《瘋狂麥卡第二季》
- 2016年《王牌对王牌》

## 出版品

### 写真集
| 年份   | 書名     | 出版 |
| ------ | -------- | ---- |
| 1996年 | 《魅惑》 | 萬力 |

## 广告
- 海倫仙度絲
- 得恩奈漱口水
- 欧蕾防晒乳液
- 欧蕾眼部滋润乳液
- 欧蕾卸妆两用洗面乳
- 耐斯567洗发精玫瑰篇
- La Fee自恋活酵母
- 醒肤凝霜
- 飘柔洗发精